# Северозападный африканский гепард
Северо-западный африканский гепард (лат. Acinonyx jubatus hecki) — подвид гепарда, обитающий в Сахаре и Сахеле. Занесён в Красный список МСОП как подвид, находящийся под угрозой исчезновения. В 2008 году предполагалось, что популяция насчитывала менее 250 половозрелых особей.
Северо-западный африканский гепард был описан немецким зоологом Максом Хильцгеймером в 1913 году под научным названием Acinonyx hecki.

## Таксономия
Felis jubata senegalensis был описан Анри Мари Дюкроте-де-Бленвилем в 1843 году на основе гепарда из Сенегала. Поскольку это имя было занято, оно считается синонимом A. j. hecki.
Acinonyx hecki — это научное название, предложенное Максом Хильцгеймером в 1913 году. Оно основано на плененном гепарде в Берлинском зоологическом саду, который также происходил из Сенегала.

## Характеристики
Северо-западный африканский гепард значительно отличается по внешнему виду от других африканских гепардов. Его шерсть короче и почти белого цвета, с пятнами, переходящими от чёрного цвета на позвоночнике к светло-коричневому на ногах. На морде мало или вообще нет пятен, а слезные полосы (тёмные полосы, идущие от медиального канта каждого глаза по бокам морды до угла рта) часто отсутствуют. Форма тела в основном такая же, как у гепарда из южной Сахары, за исключением того, что он несколько меньше.

## Распространение и среда обитания
Этот гепард обитает в западной и центральной Сахаре и Сахеле в небольших, разрозненных популяциях. По данным 2007-2012 годов численность гепардов в Западной, Центральной и Северной Африке оценивалась в 457 особей на площади 1 037 322 км² (400 512 кв. миль), включая 238 гепардов в Центральноафриканской Республике и Чаде, 191 гепарда в Алжире и Мали и 25 гепардов в трансграничном Национальном парке W, Arli и Pendjari в Бенине, Буркина-Фасо и Нигере.
В Нигере популяции встречаются в северных районах страны в пустыне Тенере и в южной саванне национального парка W. Записи в Того относятся к 1970-м годам. Этот гепард считается регионально вымершим в Марокко, Западной Сахаре, Сенегале, Гвинее, Гвинее-Бисау, Сьерра-Леоне, Кот-д’Ивуаре и Гане.
В Мали гепарды были замечены в Адрар-дес-Ифогас и в регионе Кидал в 1990-х годах. В 2010 году гепард был сфотографирован фотоловушкой в массиве Термит в Нигере. В Северной провинции Камеруна гепард не был зарегистрирован в ходе исследований, проводившихся с января 2008 года по май 2010 года.
В период с августа 2008 года по ноябрь 2010 года четыре особи были зафиксированы фотоловушками в Национальном парке Ахаггар, расположенном на юге центральной части Алжира. Одиночный гепард был еще раз заснят и сфотографирован алжирскими натуралистами в 2020 году в том же парке на вулканическом поле Атакор.

## Поведение и экология
В пустыне Сахара дневная температура превышает 40 °C (104 °F), воды мало, а дожди идут нерегулярно. Два исследования с использованием фотоловушек в массиве Ахаггар показали, что гепарды в этом районе демонстрируют несколько поведенческих адаптаций к суровому климату: они преимущественно ночные животные и активны с заката до раннего утра; они проходят большие расстояния и встречаются с меньшей плотностью, чем гепарды, живущие в саваннах.
Основной добычей северо-западного африканского гепарда являются антилопы, адаптировавшиеся к засушливой среде, такие как: аддакс, газель-доркас, песчаная газель и газель-дама. Он также охотится на мелких млекопитающих, например, на зайцев. Гепарды могут существовать без прямого доступа к воде, получая воду косвенно, из крови своей добычи.

## См.также
- Гепард
- Северо-восточный гепард
- Южноафриканский гепард
- Азиатский гепард